# 秋 (亜蘭知子の曲)
秋（あき）は亜蘭知子の7枚目のシングル。

## 概要
表題曲・カップリング共にコマーシャルソングとなった。表題曲は自身出演であるタケダ「スプリエ・ホワイトED」で、カップリング「Je t'aime 気ままに…」は東洋ゴム工業「LIZA」のコマーシャルソング。

## 収録曲
1. 秋
作詞：亜蘭知子　作曲：織田哲郎　編曲：明石昌夫
2. Je t'aime 気ままに…
作詞：亜蘭知子　作曲：三浦一年　編曲：明石昌夫

## 参加ミュージシャン
- 明石昌夫 - シンセサイザー
- 増崎孝司 - ギター
- 古川真一 - コーラス
- 栗林誠一郎 - コーラス